# Altkönig
Altkönig este o arie protejată (arie specială de conservare — SAC, sit de importanță comunitară — SCI) din Germania întinsă pe o suprafață de 75,11 ha, integral pe uscat.

## Localizare
Centrul sitului Altkönig este situat la coordonatele 50°12′47″N 8°28′56″E / 50.2131°N 8.4822°E.

## Înființare
Situl Altkönig a fost declarat sit de importanță comunitară în iulie 2001 pentru a proteja un număr necunoscut de specii din flora spontană și fauna sălbatică aflate în arealul zonei. Situl a fost protejat și ca arie specială de conservare în martie 2008.

## Biodiversitate
Situată în ecoregiunea continentală, aria protejată conține 3 habitate naturale: Pajiști uscate europene, Grohotișuri silicioase medio-europene, la altitudine înaltă, Păduri de fag Luzulo-Fagetum.
La baza desemnării sitului se află un număr nedeclarat de specii protejate.
Pe lângă speciile protejate, pe teritoriul sitului au mai fost identificate 1 specie de mamifere.